# Caseta de vigilancia

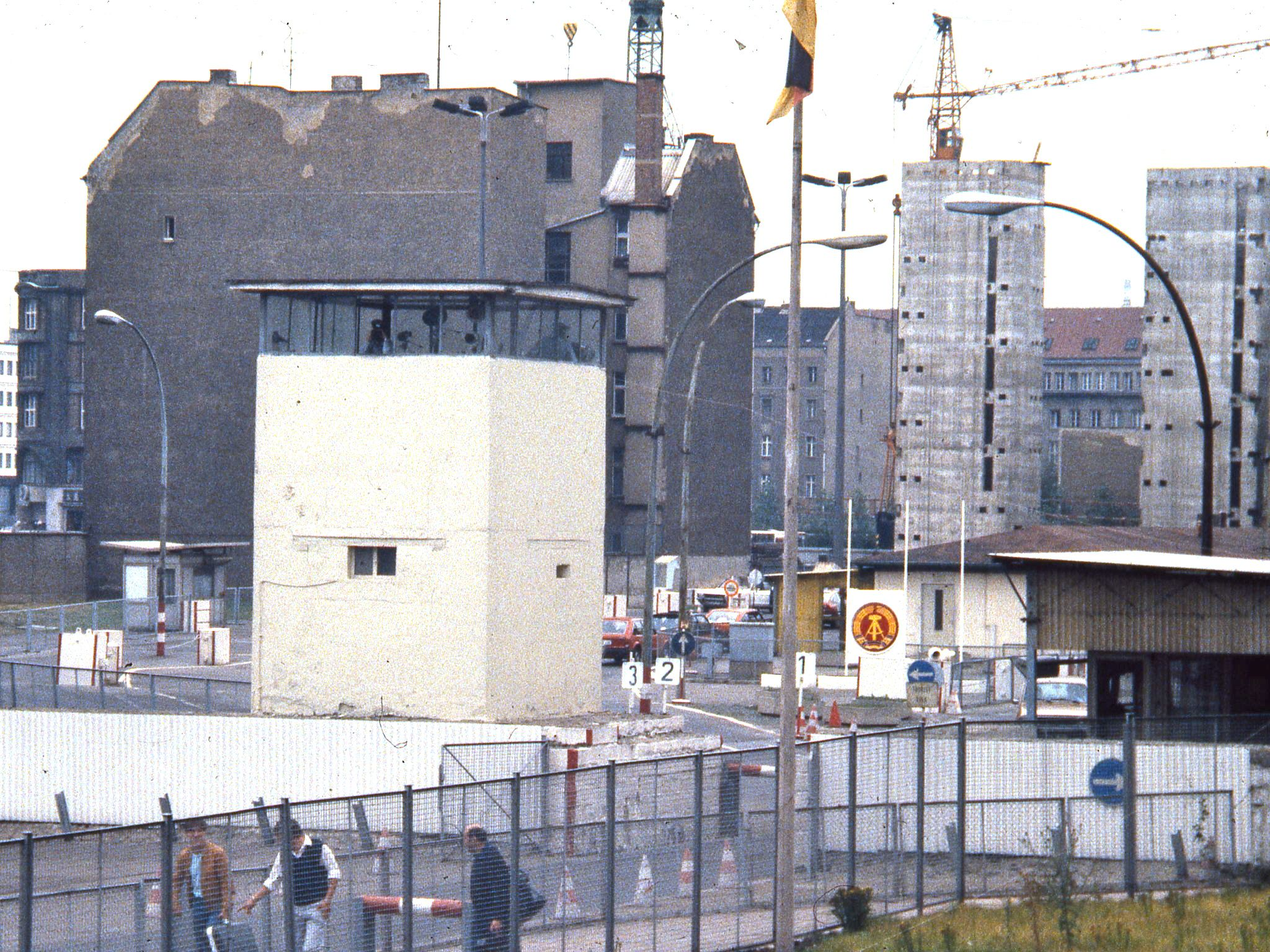
Guardia fronteriza de Alemania Oriental en Berlín, 1984

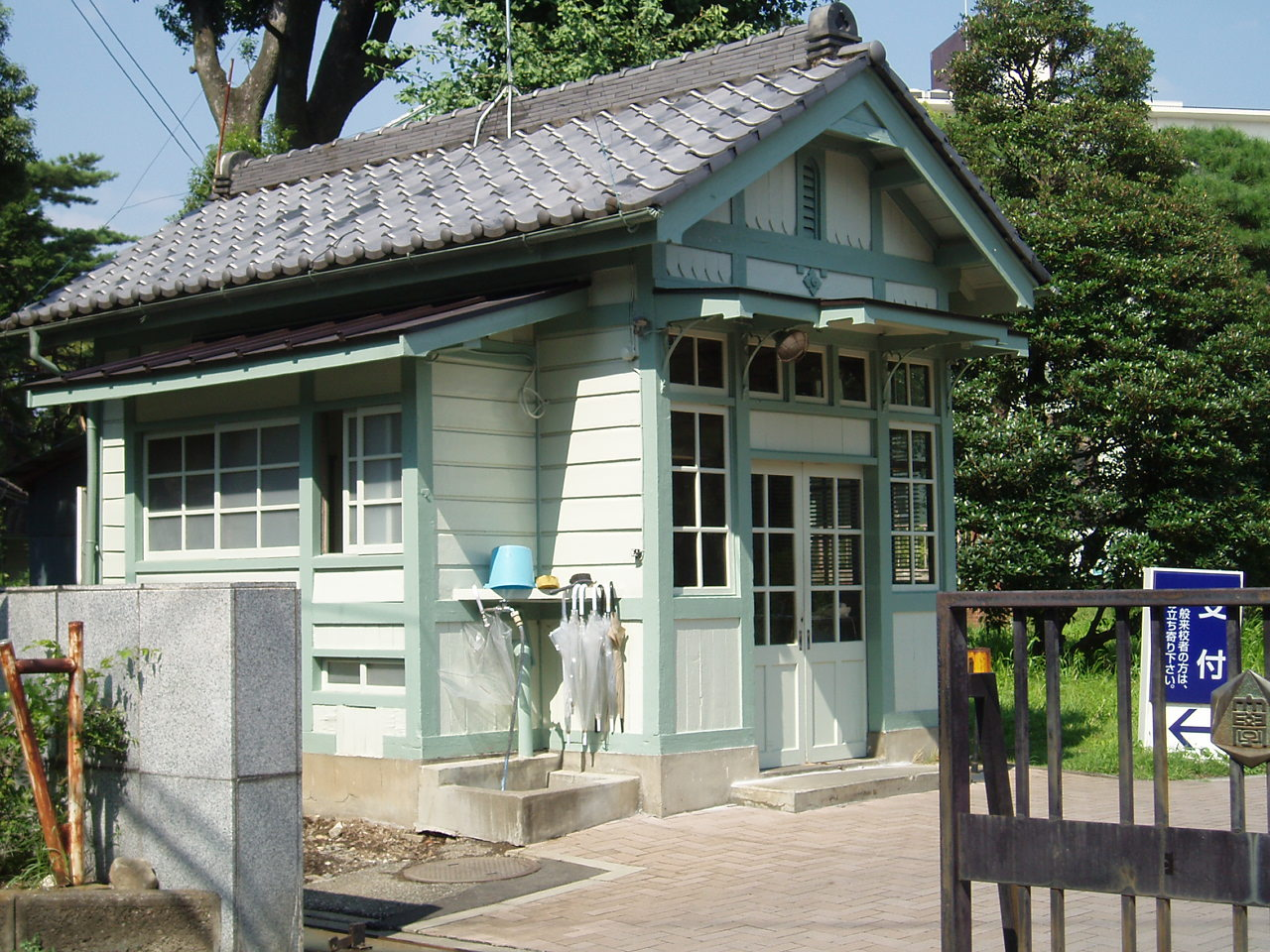
Campus Kiryu de la Universidad de Gunma (ciudad de Kiryu, Gunma, Japón), construido en 1915.

Un caseta de vigilancia (también conocida como la casa del reloj, edificio de guardia, cuerpo de vigilancia, seguridad del edificio, edificio centinela o garita de seguridad) es una construcción utilizada para albergar al personal y equipos de seguridad. Las casetas de vigilancia han sido históricamente dormitorios para centinelas o guardias, y lugares donde los centinelas no apostados en puestos de centinelas esperan "de guardia", pero más recientemente están atendidos por una empresa de seguridad contratada. Algunas casetas de vigilancia también funcionan como cárceles.

## Casetas de vigilancias históricas
En la Fortaleza de Luisburgo en el siglo XVIII, las casetas de vigilancia eran lugares donde los centinelas estaban apostados para comer y dormir entre los períodos de guardia en los 21 puestos de centinela alrededor de la ciudad. La ciudad tenía cinco casetas de vigilancia (la Puerta Dauphine, la entrada del pueblo al Bastión del Rey, la Puerta de la Reina, la Puerta de Maurepas y la Pièce de la Grave), y aunque no durmieran, los centinelas estarían "de guardia" de esas casetas de vigilancia en caso de necesidad.
En la caseta de vigilancia del sitio histórico nacional de Fort Scott , los muebles típicos para los cuartos de guardia incluían bancos, mesas, estantes, una cama de plataforma para los hombres que descansaban entre las asignaciones, bastidores para los brazos, una chimenea o estufa y cubos de cuero (utilizados para combatir incendios, otra tarea). de guardias). Las celdas de la prisión no estaban amuebladas y contenían simplemente un cubo de basura y anillos de hierro en las paredes para sujetar los grilletes.

## Casetas de vigilancia modernas
En las instalaciones comerciales, industriales, institucionales, gubernamentales o residenciales del siglo XXI , las casetas de vigilancia generalmente se colocan en la entrada como puntos de control para asegurar, monitorear y mantener el control de acceso a la instalación segura.. En el caso de instalaciones pequeñas a medianas, generalmente, todo el sobre de seguridad física se controla desde la caseta de vigilancia.
Una de las órdenes generales de un centinela en la Armada y el Cuerpo de Marines de los Estados Unidos es "Repetir todas las llamadas más distantes de la caseta de vigilancia que la mía". Las casetas de vigilancia sirven así como centros de comunicaciones centrales para los puestos de centinela periféricos, donde está estacionado el cabo de la guardia.  Cuando los centinelas son relevados por sus reemplazos, el centinela estacionado en la Casa de Guardia, designado "No. 1", convencionalmente es relevado primero.
Las casetas de vigilancia modernas están fabricadas con una construcción de acero galvanizado soldado, aisladas, incluyen calor y luz, tienen visibilidad de 360 grados y también pueden ser resistentes a las balas. Estas casetas de vigilancia mantienen a los guardias de seguridad cómodos y seguros. La primera caseta de vigilancia moderna fue fabricada por Par-Kut International en 1954. En el siglo XXI, las casetas de vigilancia han proporcionado más opciones como focos exteriores, vidrio reflectante resistente a las balas, puertos de armas, plataformas elevadas y montaje de remolque altamente móvil, antifatiga tapetes, luz interior regulable y baño integrado.